# Пашкова Віра Тимофіївна
Віра Тимофіївна Пашкова (4 квітня 1924 — 6 вересня 1996?) — українська радянська діячка, заслужена вчителька Української РСР, вчителька Дергачівської школи-інтернату та Дергачівської середньої школи № 2 Харківської області. Депутат Верховної Ради УРСР 7—8-го скликань.

## Біографія
Освіта вища.
З кінця 1940-х років — вчителька математики Дергачівської школи-інтернату Дергачівського району Харківської області. Також понад 25 років працювала вчителькою математики Дергачівської середньої школи № 2 Харківської області.

## Нагороди
- орден «Знак Пошани»
- медаль «За доблесну працю. В ознаменування 100-річчя з дня народження Володимира Ілліча Леніна» (1970)
- медалі
- заслужена вчителька Української РСР